# Морфологический корпус Тернопольского медицинского университета
Морфологический корпус Тернопольского медицинского университета — памятник архитектуры в Тернополе, Украина. Находится на Русской улице 12. Охранный номер 232.

## История
В августе 1959 года завершилось строительство и оборудование морфологического корпуса медицинского инстутута. Здесь разместились кафедры нормальной и топографической анатомии, оперативной хирургии, топографической анатомии и гистологии. В новый корпус также была перемещена библиотека.
В 2000 году на четвёртом этаже корпуса разместилась кафедра оперативной хирургии.
У входа в корпус в 2004 году был установлен памятник учёному, академику Ивану Горбачевскому (скульптор Александр Маляр, архитектор — Руслан Билык).
На стене левого крыла находится мемориальная таблица евреям, которых здесь расстреляли немецкие оккупанты в июле 1941 года.

## Современное состояние
В морфологическом корпусе ТНМУ находятся Учебно-научный институт морфологии медицинского факультета (кафедры анатомии человека, патологической анатомии с секционным курсом и судебной медициной, гистологии и эмбриологии, оперативной хирургии и топографической анатомии, медицинской информатики) и Музей анатомии.

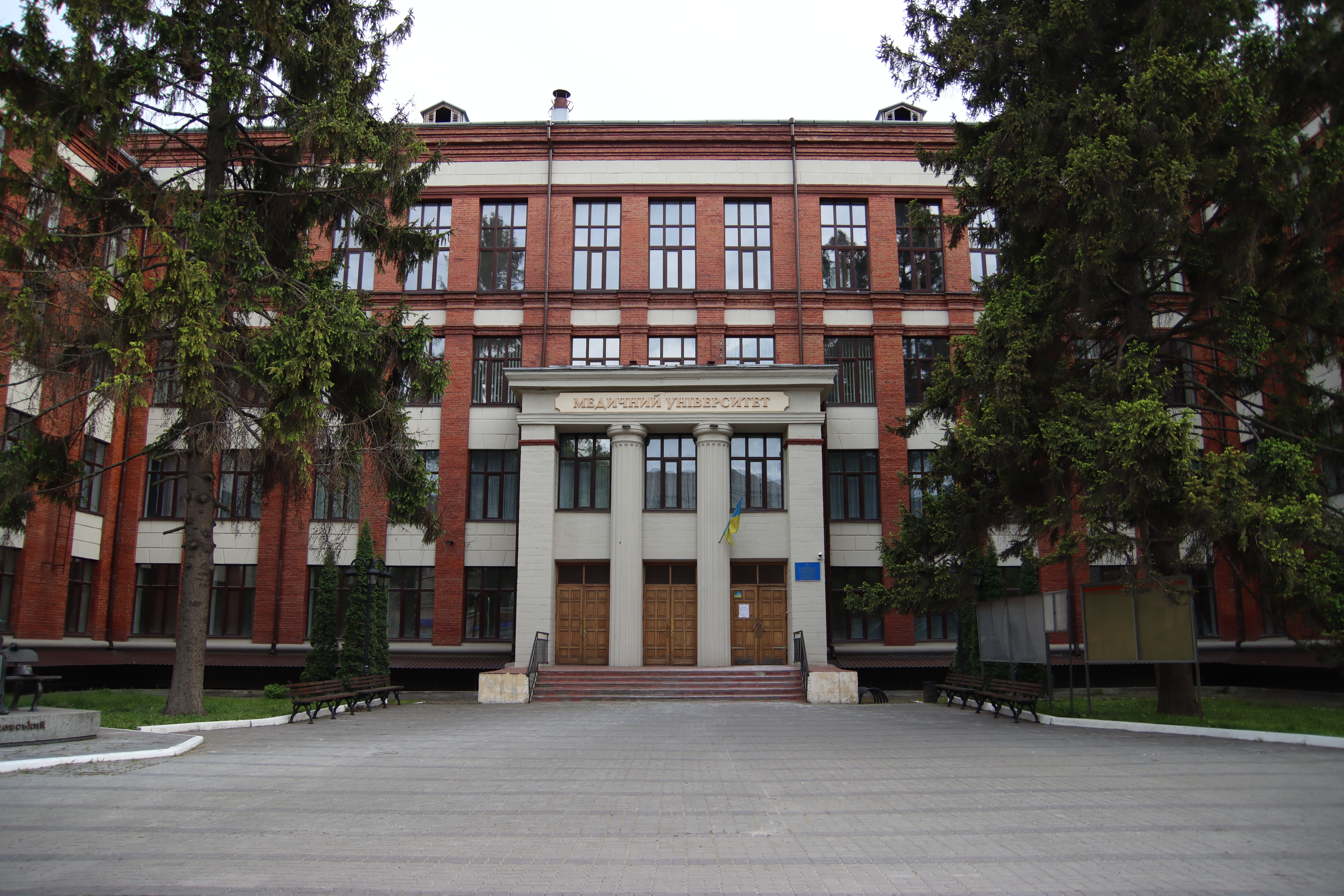
Фасад, 2020 год.